# SV Donau Wien
SV Donau Wien – austriacki klub piłkarski, mający siedzibę w kwartale Kaisermühlen wiedeńskiej dzielnicy Donaustadt. Obecnie gra w Wiener Stadtliga.

## Historia
Chronologia nazw:
- 1910: SK Olympia Wien
- 191?: SV Donau Wien – po fuzji z Lagerhaus i KAC
- 1941: SV Donau Wien – po fuzji z FC Franz-Josef-Land
- 1947: fuzja rozwiązana
- 2012: SV Donau Wien – po fuzji z SV Süssenbrunn

Klub sportowy Sportklub Olympia Wien został założony w miejscowości Wiedeń w 1910 roku. Przed I wojną światową połączył się z klubami Lagerhaus i KAC. Początkowo zespół występował w niższych ligach mistrzostw Austrii. W 1922 awansował z 3. Klasse (D3) do 2. Klasse Nord. Chociaż w sezonie 1923/24 zajął trzecie miejsce, jednak w wyniku reorganizacji systemu lig został oddelegowany do trzeciej klasy. Po wygraniu 3. Klasse Nord w następnym roku wrócił do II. Ligi. W 1933 został mistrzem II. Ligi i zdobył historyczny awans do I. Ligi. W debiutowym sezonie 1933/34 zajął ostatnie 12.miejsce i powrócił do drugiej ligi. W 1936 spadł do Wiener 1. Klasse (D3). W 1941 roku klub połączył się z FC Franz-Josef-Land, zachowując nazwę SV Donau Wien. W niedokończonym sezonie 1944/45 klub wrócił do drugiej ligi, zwanej 1. Klasse Wien Nord.
Następnie po zakończeniu II wojny światowej klub występował na drugim poziomie austriackiej piramidy piłki nożnej. Po zakończeniu sezonu 1945/46, w którym zajął spadkowe 12.miejsce, po raz ostatni zagrał w drugiej lidze. W 1947 roku fuzja została rozwiązana i oba kluby niezależnie rozpoczęły grę od nowa. W 1950 po reorganizacji systemu lig został zdegradowany do czwartej ligi. Od 1951 do 1953 ponownie grał w Wiener Stadtliga (D3). Po spadku zespół nie był w stanie przez dłuższy czas awansować do trzeciej ligi, dopiero to nastąpiło w 1965 roku. Do 1974 występował w Wiener Stadtliga. Potem ponownie przez dłuższy czas grał w niższych ligach. Sezon 2005/06 ponownie zagrał w trzeciej lidze, zwanej Regionalliga Ost, jednak nie utrzymał się w niej i ponownie spadł do niższej ligi. Po zakończeniu sezonu 2010/11 klub awansował z Wiener Oberligi B (D5) do Wiener Stadtligi. W 2012 roku połączył się z SV Süssenbrunn, zachowując nazwę SV Donau Wien. W 2015 spadł z powrotem Wiener Oberligi B, a w 2017 roku wrócił do Wiener Stadtligi.

## Barwy klubowe, strój
|  |  |

Klub ma barwy niebiesko-czarne. Zawodnicy domowe spotkania zazwyczaj grają w niebieskich koszulkach, niebieskich spodenkach oraz niebieskich getrach.

## Sukcesy

### Trofea międzynarodowe
Nie uczestniczył w rozgrywkach europejskich (stan na 31-05-2019).

### Trofea krajowe
| \| \| Zdobyte trofea w rozgrywkach Austrii (stan na: 31-05-2019) \| |                                                            |      |                                    |
| Rozgrywki                                                           | Osiągnięcie                                                | Razy | Sezon(y)                           |
| · Mistrzostwo                                                       | I miejsce                                                  | 0    |                                    |
| · Mistrzostwo                                                       | II miejsce                                                 | 0    |                                    |
| · Mistrzostwo                                                       | III miejsce                                                | 0    |                                    |
| · Mistrzostwo                                                       | 12.miejsce                                                 | 1    | 1933/34                            |
| Puchar                                                              | zdobywca                                                   | 0    |                                    |
| Puchar                                                              | finalista                                                  | 0    |                                    |
| Puchar                                                              | 1/8 finału                                                 | 4    | 1926/27, 1928/29, 1931/32, 1933/34 |
| II liga                                                             | I miejsce                                                  | 1    | 1932/33                            |
| II liga                                                             | II miejsce                                                 | 0    |                                    |
| II liga                                                             | III miejsce                                                | 1    | 1923/24                            |
| Austria                                                             | Zdobyte trofea w rozgrywkach Austrii (stan na: 31-05-2019) |      |                                    |

## Poszczególne sezony

### Rozgrywki międzynarodowe

#### Europejskie puchary
Nie uczestniczył w rozgrywkach europejskich.

### Rozgrywki krajowe
| \| Austria \| Bilans występów klubu w rozgrywkach piłkarskich Austrii (Stan na 31 maja 2019 r.) \| \| |                                                                                   |        |       |   |   |   |    |    |     |                                                                         |        |        |      |
| Poziom                                                                                                | Rozgrywki                                                                         | Sezony | Mecze | Z | R | P | B+ | B– | Pkt | Lata                                                                    | Awanse | Spadki | Naj. |
| I | I. Liga                                                                           | 1      |       |   |   |   |    |    |     | 1933/34                                                                 | 0      | 1      | 12   |
| II | 2. Klasse A/ II. Liga/ 1. Klasse Wien Nord / Wiener 2. Klasse B                   | 14     |       |   |   |   |    |    |     | 1922–1924, 1925–1933, 1934–1936, 1944–1946                              | 1      | 3      | 1    |
| III                                                                                                   | 3. Klasse Nord/ Wiener 1. Klasse/ Wiener Stadtliga/ Regionalliga Ost              | 19+    |       |   |   |   |    |    |     | 19??–1922, 1924/25, 1936–19??, 1946–1950, 1951–1953, 1965–1974, 2005/06 | 3      | 0      | 1    |
| | Puchar Austrii                                                                    | ?      |       |   |   |   |    |    |     | od 1925                                                                 | 0      | 0      | 1/8  |
| Austria                                                                                               | Bilans występów klubu w rozgrywkach piłkarskich Austrii (Stan na 31 maja 2019 r.) |        |       |   |   |   |    |    |     |                                                                         |        |        |      |

## Struktura klubu

### Stadion
Klub piłkarski rozgrywa swoje mecze domowe na stadionie Sportplatz SV Donau w Wiedniu, który może pomieścić 1000 widzów.

### Inne sekcje
Klub prowadzi drużyny dla dzieci i młodzieży w każdym wieku. Funkcjonuje też drużyna w piłce nożnej kobiet oraz sekcja futsalu.

## Kibice i rywalizacja z innymi klubami

### Derby
- Admira Wiedeń
- Austria Wiedeń
- FC Wien
- First Vienna FC 1894
- Floridsdorfer AC
- Hakoah Wiedeń
- Libertas Wiedeń
- Rapid Wiedeń
- Wacker Wiedeń
- Wiener AC
- Wiener SC